# Chimore Airport
Chimore Airport är en flygplats i Bolivia.   Den ligger i departementet Cochabamba, i den centrala delen av landet, 230 km norr om huvudstaden Sucre. Chimore Airport ligger 241 meter över havet.
Terrängen runt Chimore Airport är platt, och sluttar norrut. Runt Chimore Airport är det glesbefolkat, med 11 invånare per kvadratkilometer.. Närmaste större samhälle är Chimoré, 4,6 km norr om Chimore Airport. 
I omgivningarna runt Chimore Airport växer i huvudsak städsegrön lövskog.